# Oniscophiloscia mirifica
Oniscophiloscia mirifica är en kräftdjursart som beskrevs av Wahrberg1922. Oniscophiloscia mirifica ingår i släktet Oniscophiloscia och familjen Philosciidae. Inga underarter finns listade i Catalogue of Life.